# Antonio Lombardo (arcivescovo)
Antonio Lombardo (... – 13 settembre 1597) è stato un arcivescovo cattolico italiano.

## Biografia
Il 16 gennaio 1573 fu nominato vescovo di Mazara del Vallo da papa Gregorio XIII.
Sei anni dopo, il 30 marzo 1579 lo stesso Papa lo trasferì alla diocesi di Agrigento.
Dopo altri sei anni, il 23 gennaio 1585 sempre papa Gregorio lo promosse arcivescovo metropolita di Messina.
Morì il 13 settembre 1597 dopo 12 anni di governo pastorale dell'arcidiocesi.